# Martin Šťovíček
Martin Šťovíček (* 23. října 1995 Praha) je český lední hokejista hrající na postu útočníka.

## Život
S hokejem začínal ve svém rodném městě, v tamním klubu Slavia. Za ni nastupoval i v mládežnických letech, a to až do sezóny 2010/2011, kdy hrál za její výběr do šestnácti let. Následující ročník lední hokej nehrál a sezónu 2012/2013 patřil po přestupu do kádru výběru do osmnácti let Letců Letňany. Ročník 2013/2014 přestoupil do juniorského výběru chomutovských Pirátů. V sezóně 2014/2015 stále nastupoval za tamní juniory, nicméně odehrál dva zápasy i za muže tohoto celku a dalších pět utkání hrál v rámci střídavých startů za Kadaň.
Ročník 2015/2016 sice stále patřil Chomutovu, za jehož juniory nastupoval v jejich lize, nicméně převážnou část sezóny strávil na hostování mezi muži Kadaně. Následující sezónu (2016/2017) hrál za chomutovské muže, ale opět vypomáhal i Kadani. Obdobné to bylo také v ročnících 2017/2018 a 2018/2019, ve kterém vedle Kadaně hostoval i v Ústí nad Labem.
Pro sezónu 2019/2020 přestoupil do Třebíče, kde hrál za tamní Horáckou Slavii. Vydržel v ní až do ročníku 2021/2022, po kterém přestoupil ke znojemským Orlům. Po dvou letech se před sezónou 2024/2025 stal členem kádru svého mateřského klubu, a sice Slavie Praha.